# LifeworQ
LifeworQ (LifeworQ Jobs GmbH) è un motore di ricerca di annunci di lavoro che opera in 12 paesi.

## Storia
L'azienda è nata nel 2020 con lo scopo di pubblicare il maggior numero di annunci all'interno di una singola piattaforma, in modo da aiutare gli utenti nella ricerca di lavoro.
Attraverso gli algoritmi comuni ai vari motori di ricerca online, indicizza milioni di annunci di lavoro in base all'algoritmo what & where che un utente inserisce al momento della ricerca.
Il sito utilizza il potente bot detector Datadome, usato anche da aziende già affermate nel settore del job advertising come Appcast.
Sulla pagina è possibile inoltre trovare degli articoli che aiutano gli utenti ad indirizzarsi nel mondo del lavoro attraverso un'apposita guida, di modo da favorire lo sviluppo di una coscienza nella flessibilità in ambito lavorativo.
Tra i partner dell'azienda si trovano altri siti di lavoro come Indeed, Jobrapido, Stepstone e Meinestadt.

## Paesi
Il sito è presente in:
Austria, Belgio, Canada, Svizzera, Germania, Spagna, Francia, UK, Italia, Olanda, Portogallo e Stati Uniti.